# Hadzafolket
Hadzafolket är en etnisk grupp bestående av ungefär 1 300 människor i norra-centrala Tanzania. Särskilt lever folket runt Lake Eyasi och på Serengetiplatån. De lever, liksom deras förfäder gjort i tiotusentals år, som jägare och samlare. Folket är ett av de sista på jorden som bevarat denna livsstil. Deras traditionella språk är hadza, som har en viss likhet med khoisanspråken. Folkgruppen största hot är andra pastorala folkgrupper som tar över den mark som de använder för jakt och samlande. Exempel på sådana folk är datoga.